# Società Sportiva Calcio Napoli 2025-2026
Questa voce raccoglie le informazioni riguardanti la Società Sportiva Calcio Napoli nelle competizioni ufficiali della stagione 2025-2026.

## Stagione
(Antonio Conte)
Dopo un anno di assenza dalle competizioni continentali, il Napoli torna a disputare la Champions League grazie alla vittoria dello scudetto nella stagione precedente. Per lo stesso risultato, i partenopei sono qualificati di diritto alla Supercoppa italiana, in cui affronteranno in semifinale il Milan, finalista perdente della Coppa Italia. Durante la sessione di mercato estiva, il Napoli rinforza il proprio organico con l'ingaggio di De Bruyne (arrivato a parametro zero dopo la scadenza del contratto con il Manchester City) e con gli acquisti di Marianucci dall'Empoli, Ferrante dalla NovaRomentin, Noa Lang dal PSV, Lucca dall'Udinese (in prestito con obbligo di riscatto), Beukema dal Bologna, Vanja Milinković-Savić dal Torino (in prestito con obbligo di riscatto condizionato) e Gutiérrez dal Girona. Vengono invece ceduti Rafa Marín al Villarreal, Ngonge al Torino (entrambi in prestito con diritto di riscatto), Turi al Team Altamura (in prestito secco), Simeone al Torino (in prestito con obbligo di riscatto condizionato) e Raspadori all'Atlético Madrid (a titolo definitivo). Scuffet fa rientro al Cagliari in seguito alla conclusione del prestito secco, mentre Billing e Okafor ritornano rispettivamente al Bournemouth e al Milan per il mancato esercizio delle opzioni di riscatto.

## Divise e sponsor
Il design della maglia casalinga rappresenta un rimando al passato e alle tradizionali casacche del club, reinterpretato in chiave moderna. Gli ampi orli dello scollo a "V" e delle maniche sono in bianco e rifiniti con due sottili righe d'azzurro, posizionate in prossimità del bordo esterno degli orli. In tali dettagli è evidente il richiamo alle casacche del secondo dopoguerra e della fine degli anni cinquanta del XX secolo, che, appunto, erano caratterizzate da scollo a "V" e da ampi orli in bianco; invece la doppia riga in azzurro, posta a rifinire l'orlo dello scollo, fu tipica di diverse maglie utilizzate a metà degli anni ottanta del XX secolo. Lo sfondo della jersey è caratterizzato da una tonalità di azzurro intensa e uniforme, con una texture a righe verticali azzurre tono su tono, al cui interno è ripetuta in sequenza la lettera "N" stilizzata ad effetto lucido-opaco. Sul fronte del corpino, nella parte alta, sono posizionati: lo scudetto (al centro), il logo del club (posto a sinistra e realizzato in bianco su fondo azzurro) e il logo dello sponsor tecnico (posto a destra e anch'esso in bianco). Al centro del petto, invece, compare il logo del main sponsor (in bianco). Sul retro, alla base del collo, è presente (in bianco) il wordmark del club – dato dalla scritta SSC NAPOLI, con l'acronimo posto in verticale – mentre in basso è collocato il logo del back sponsor (scritta in bianco, bordata di blue navy). Completano la divisa i pantaloncini bianchi o azzurri (dotati di logo del club a destra e logo dello sposnor tecnico a sinistra) e i calzettoni azzurri (dotati di logo del club e logo dello sponsor tecnico, entrambi in bianco e posti rispettivamente sul fronte e sul retro).
La divisa da trasferta, denominata Sand Jersey, è in bianco perla, con dettagli in oro. Principale caratteristica della maglia è rappresentata dalla trama decorativa tono su tono, con finiture lucide, che riproduce nove elementi iconici della cultura e della tradizione napoletana. Nello specifico, compaiono figure quali Pulcinella (simbolo dell'anima ironica e resiliente della città) e 'o Munaciello (legato alla superstizione e alla sfera magica della cultura partenopea). Non mancano riferimenti alla scaramanzia, come il corno portafortuna, la testa d'aglio e l'occhio apotropaico (tutte rappresentazioni che evocano protezione, benessere e difesa dal male), e motivi che richiamano la spiritualità della città, quali il Sacro Cuore di Gesù per grazia ricevuta e San Gennaro, patrono e riferimento identitario. Sono inclusi, inoltre, l'asso di bastoni (simbolo di forza e virilità nelle carte napoletane) e la fontana del Carciofo (simbolo di rinascita e bellezza urbana, nonché luogo ove tradizionalmente i tifosi si riuniscono per festeggiare i successi della squadra). Compare, infine, un ulteriore elemento, dato dai motivi geometrici tridimensionali che caratterizzano i pavimenti delle chiese monumentali di Napoli. Gli orli di maniche e girocollo sono sempre in bianco perla e ornati da una sottile riga in oro (posta in posizione centrale), mentre l'orlo del girocollo scompare gradualmente nella parte anteriore del corpino, convergendo verso il basso. Il logo del club non è pieno, bensì reso in forma minimale con un'outline in oro e con effetto 3D della "N" incorniciata dai due classici cerchi concentrici. Sul retro del corpino, sotto al colletto, è presente il motto del club "Proud to be Napoli", che sottolinea il concetto di appartenenza territoriale. 
La terza divisa, indicata con le denominazioni Café o Moka, è caratterizzata da un colore inconsueto per il club: una tonalità di marrone che, per l'appunto, rimanda al colore del caffè. La scelta cromatica e il nome stesso della divisa costituiscono un omaggio al caffè napoletano, inteso quale vero e proprio rito della quotidianità partenopea, simbolo di socialità, condivisione e identità culturale. Questa jersey si distingue nettamente dalla home e dalla away: pur mantenendo il medesimo pattern della maglia casalinga, si differenzia per l'assenza dello scollo a “V”, presentando, invece, un colletto in stile polo con apertura frontale senza bottoni e rifinito da un bordo azzurro vintage, che caratterizza anche gli orli delle maniche. Il logo societario, collocato sul lato sinistro del petto, è realizzato in azzurro e in versione outline. D'azzurro sono anche i loghi di sponsor tecnico, main sponsor e back sponsor. Sul retro, alla base del collo è presente, sempre in azzurro, il wordmark del club. 
Sono due, invece, le divise in uso esclusivo ai portieri, che si differenziano per il colore dominante: arancione per la prima e grigio per la seconda. Le maglie presentano, per collo e orli delle maniche, il medesimo format della maglia da trasferta, mentre il pattern del fronte del corpino è caratterizzato da un motivo a "V" in degradè. Il retro del corpino ha sfondo uniforme e presenta il wordmark del club alla base del collo. I dettagli e tutti i loghi sono in bianco.
Per il quinto anno consecutivo, prosegue la collaborazione tra il club partenopeo e lo sponsor tecnico EA7, che concede l'utilizzo del proprio marchio sul materiale tecnico autoprodotto dal club. Quanto agli sponsor commerciali, il main sponsor è MSC Crociere, al suo terzo anno consecutivo; mentre Acqua Sorgesana (che aveva esordito nel corso della stagione precedente) e Coca-Cola sono, rispettivamente, back sponsor e training wear partner, entrambi al secondo anno consecutivo.
| Casa | Casa (alternativa) | Trasferta (Sand Jersey) | Terza maglia (Café / Moka) | Portiere 1 | Portiere 2 |

## Organigramma societario
Area direttiva
- Presidente: Aurelio De Laurentiis
- Vicepresidente: Jacqueline Baudit
- Vicepresidente: Edoardo De Laurentiis
- Direttore generale Area Business: Tommaso Bianchini
- Amministratore Delegato: Andrea Chiavelli

Area organizzativa
- Direttore Amministrativo: Laura Belli
- Segretario generale: Alberto Vallefuoco

Area Marketing
- Head of operations, sales & marketing: Tommaso Bianchini

Area Comunicazione
- Dir. Area Comunicazione: Nicola Lombardo
- Addetto Stampa: Guido Baldari

Area Tecnica
- Coordinatore Sportivo: Gabriele Oriali
- Direttore Sportivo: Giovanni Manna
- Team Manager: Paolo Rea
- Allenatore: Antonio Conte
- Vice allenatore: Cristian Stellini
- Preparatore atletico: Stefano Bruno
- Preparatore atletico: Costantino Coratti
- Match analyst: Giuseppe Maiuri
- Collaboratore tecnico: Elvis Abbruscato
- Collaboratore tecnico: Gianluca Conte
- Collaboratore tecnico: Mauro Sandreani
- Preparatore dei portieri: Marco Giglio
- Preparatore dei portieri: Alejandro Rosalen López

Area Medica
- Responsabile Staff Medico: dottor Raffaele Canonico
- Assistente Staff Medico: Vincenzo Corrado

## Rosa
Rosa e numerazione aggiornate al 19 agosto 2025.
| N. |                    | Ruolo | Calciatore                     |
| -- | ------------------ | ----- | ------------------------------ |
| 1  | Italia (bandiera)  | P     | Alex Meret                     |
| 3  | Spagna (bandiera)  | D     | Miguel Gutiérrez               |
| 4  | Italia (bandiera)  | D     | Alessandro Buongiorno          |
| 5  | Brasile (bandiera) | D     | Juan Jesus                     |
| 6  | Scozia (bandiera)  | C     | Billy Gilmour                  |
| 7  | Brasile (bandiera) | A     | David Neres                    |
| 8  | Scozia (bandiera)  | C     | Scott McTominay                |
| 9  | Belgio (bandiera)  | A     | Romelu Lukaku                  |
| 11 | Belgio (bandiera)  | C     | Kevin De Bruyne                |
| 13 | Kosovo (bandiera)  | D     | Amir Rrahmani                  |
| 14 | Italia (bandiera)  | P     | Nikita Contini                 |
| 17 | Uruguay (bandiera) | D     | Mathías Olivera                |
| 21 | Italia (bandiera)  | A     | Matteo Politano                |
| 22 | Italia (bandiera)  | D     | Giovanni Di Lorenzo (capitano) |
| 25 | Italia (bandiera)  | P     | Mathías Ferrante               |

| N. |                        | Ruolo | Calciatore             |
| -- | ---------------------- | ----- | ---------------------- |
| 27 | Italia (bandiera)      | A     | Lorenzo Lucca          |
| 29 | Italia (bandiera)      | C     | Luis Hasa              |
| 30 | Italia (bandiera)      | D     | Pasquale Mazzocchi     |
| 31 | Paesi Bassi (bandiera) | D     | Sam Beukema            |
| 32 | Serbia (bandiera)      | P     | Vanja Milinković-Savić |
| 34 | Italia (bandiera)      | C     | Antonio Vergara        |
| 35 | Italia (bandiera)      | D     | Luca Marianucci        |
| 37 | Italia (bandiera)      | D     | Leonardo Spinazzola    |
| 59 | Italia (bandiera)      | D     | Alessandro Zanoli      |
| 68 | Slovacchia (bandiera)  | C     | Stanislav Lobotka      |
| 69 | Italia (bandiera)      | A     | Giuseppe Ambrosino     |
| 70 | Paesi Bassi (bandiera) | A     | Noa Lang               |
| 77 | Marocco (bandiera)     | A     | Walid Cheddira         |
| 94 | Mali (bandiera)        | C     | Coli Saco              |
| 99 | Camerun (bandiera)     | C     | André-Frank Anguissa   |

## Calciomercato

### Sessione estiva(dal 1/7 al 1/9)
| Acquisti         | Acquisti               | Acquisti            | Acquisti                                                     |
| R.               | Nome                   | da                  | Modalità                                                     |
| ---------------- | ---------------------- | ------------------- | ------------------------------------------------------------ |
| D                | Sam Beukema            | Bologna             | definitivo (30 milioni €)                                    |
| C                | Kevin De Bruyne        |                     | svincolato                                                   |
| P                | Mathías Ferrante       | NovaRomentin        | definitivo (100 mila €)                                      |
| D                | Miguel Gutiérrez       | Girona              | definitivo (18 milioni €)                                    |
| A                | Noa Lang               | PSV                 | definitivo (25 milioni €)                                    |
| A                | Lorenzo Lucca          | Udinese             | prestito con obbligo di riscatto (9 milioni €)               |
| D                | Luca Marianucci        | Empoli              | definitivo (9 milioni €)                                     |
| P                | Vanja Milinković-Savić | Torino              | prestito con obbligo di riscatto condizionato (15 milioni €) |
| Altre operazioni |                        |                     |                                                              |
| R.               | Nome                   | da                  | Modalità                                                     |
| A                | Giuseppe Ambrosino     | Frosinone           | fine prestito                                                |
| C                | Jens Cajuste           | Ipswich Town        | fine prestito                                                |
| A                | Walid Cheddira         | Espanyol            | fine prestito                                                |
| A                | Antonio Cioffi         | Rimini              | fine prestito                                                |
| A                | Giuseppe D'Agostino    | Giugliano           | fine prestito                                                |
| D                | Luigi D'Avino          | Gubbio              | fine prestito                                                |
| C                | Michael Folorunsho     | Fiorentina          | fine prestito                                                |
| C                | Francesco Gioielli     | Puteolana           | fine prestito                                                |
| C                | Gennaro Iaccarino      | Gubbio              | fine prestito                                                |
| C                | Jesper Lindstrøm       | Everton             | fine prestito                                                |
| C                | Matteo Marchisano      | Cavese              | fine prestito                                                |
| A                | Pasquale Marranzino    | Cavese              | fine prestito                                                |
| D                | Francesco Mezzoni      | Perugia             | fine prestito                                                |
| D                | Nosa Edward Obaretin   | Bari                | fine prestito                                                |
| A                | Victor Osimhen         | Galatasaray         | fine prestito                                                |
| A                | Emanuele Rao           |                     | svincolato                                                   |
| C                | Coli Saco              | Bari                | fine prestito                                                |
| A                | Lorenzo Sgarbi         | Juve Stabia         | fine prestito                                                |
| C                | Alessandro Spavone     | Guidonia Montecelio | fine prestito                                                |
| C                | Antonio Vergara        | Reggiana            | fine prestito                                                |
| A                | Gianluca Vigliotti     | Cavese              | fine prestito                                                |
| A                | Mario Vilardi          | Crotone             | fine prestito                                                |
| D                | Alessandro Zanoli      | Genoa               | fine prestito                                                |
| A                | Alessio Zerbin         | Venezia             | fine prestito                                                |

| Cessioni         | Cessioni             | Cessioni            | Cessioni                                                    |
| R.               | Nome                 | a                   | Modalità                                                    |
| ---------------- | -------------------- | ------------------- | ----------------------------------------------------------- |
| C                | Philip Billing       | Bournemouth         | fine prestito                                               |
| D                | Rafa Marín           | Villarreal          | prestito con diritto di riscatto (1 milione €)              |
| A                | Cyril Ngonge         | Torino              | prestito con diritto di riscatto (1 milione €)              |
| A                | Noah Okafor          | Milan               | fine prestito                                               |
| A                | Giacomo Raspadori    | Atlético Madrid     | definitivo (22 milioni €)                                   |
| P                | Simone Scuffet       | Cagliari            | fine prestito                                               |
| A                | Giovanni Simeone     | Torino              | prestito con obbligo di riscatto condizionato               |
| P                | Claudio Turi         | Team Altamura       | prestito                                                    |
| Altre operazioni |                      |                     |                                                             |
| R.               | Nome                 | a                   | Modalità                                                    |
| C                | Jens Cajuste         | Ipswich Town        | prestito con obbligo di riscatto condizionato (2 milioni €) |
| P                | Elia Caprile         | Cagliari            | riscatto, definitivo (8 milioni €)                          |
| A                | Antonio Cioffi       | Livorno             | prestito                                                    |
| A                | Giuseppe D'Agostino  | Giugliano           | definitivo                                                  |
| D                | Luigi D'Avino        | Giugliano           | prestito                                                    |
| D                | Christian Di Martino | Igea Virtus         | definitivo                                                  |
| C                | Michael Folorunsho   | Cagliari            | prestito con diritto di riscatto (500 mila €)               |
| C                | Gianluca Gaetano     | Cagliari            | riscatto, definitivo (6 milioni €)                          |
| C                | Francesco Gioielli   | Afragolese          | definitivo                                                  |
| C                | Gennaro Iaccarino    | Arezzo              | prestito                                                    |
| C                | Jesper Lindstrøm     | Wolfsburg           | prestito con diritto di riscatto (1,5 milioni €)            |
| C                | Matteo Marchisano    | Avellino            | definitivo                                                  |
| A                | Pasquale Marranzino  | Sambenedettese      | definitivo                                                  |
| D                | Francesco Mezzoni    | Virtus Entella      | definitivo                                                  |
| D                | Nosa Edward Obaretin | Empoli              | prestito con obbligo di riscatto condizionato (300 mila €)  |
| A                | Victor Osimhen       | Galatasaray         | definitivo (75 milioni €)                                   |
| A                | Emanuele Rao         | Bari                | prestito                                                    |
| C                | Lorenzo Russo        | Guidonia Montecelio | prestito                                                    |
| A                | Lorenzo Sgarbi       | Pescara             | prestito                                                    |
| C                | Alessandro Spavone   | Guidonia Montecelio | definitivo                                                  |
| A                | Mario Vilardi        | Sorrento            | definitivo                                                  |
| A                | Gianluca Vigliotti   | Pineto              | prestito                                                    |
| A                | Alessio Zerbin       | Cremonese           | prestito con obbligo di riscatto condizionato (250 mila €)  |

### Sessione invernale(dal 2/1 al 2/2)
| Acquisti         | Acquisti         | Acquisti         | Acquisti         |
| R.               | Nome             | da               | Modalità         |
| Altre operazioni | Altre operazioni | Altre operazioni | Altre operazioni |
| R.               | Nome             | da               | Modalità         |
| ---------------- | ---------------- | ---------------- | ---------------- |

| Cessioni         | Cessioni         | Cessioni         | Cessioni         |
| R.               | Nome             | a                | Modalità         |
| Altre operazioni | Altre operazioni | Altre operazioni | Altre operazioni |
| R.               | Nome             | a                | Modalità         |
| ---------------- | ---------------- | ---------------- | ---------------- |

### Operazioni esterne alle sessioni
| Acquisti         | Acquisti         | Acquisti         | Acquisti         |
| R.               | Nome             | da               | Modalità         |
| Altre operazioni | Altre operazioni | Altre operazioni | Altre operazioni |
| R.               | Nome             | da               | Modalità         |
| ---------------- | ---------------- | ---------------- | ---------------- |

| Cessioni         | Cessioni         | Cessioni         | Cessioni         |
| R.               | Nome             | a                | Modalità         |
| Altre operazioni | Altre operazioni | Altre operazioni | Altre operazioni |
| R.               | Nome             | a                | Modalità         |
| ---------------- | ---------------- | ---------------- | ---------------- |

## Risultati

### Serie A

#### Girone di andata
| Reggio Emilia 23 agosto 2025, ore 18:30 CEST 1ª giornata | Sassuolo | – referto | Napoli | Mapei Stadium - Città del Tricolore |

| Napoli 30 agosto 2025, ore 20:45 CEST 2ª giornata | Napoli | – referto | Cagliari | Stadio Diego Armando Maradona |

| Firenze 13 settembre 2025, ore 20:45 CEST 3ª giornata | Fiorentina | – referto | Napoli | Stadio Artemio Franchi |

| Napoli 4ª giornata | Napoli | – referto | Pisa | Stadio Diego Armando Maradona |

| Milano 5ª giornata | Milan | – referto | Napoli | Stadio Giuseppe Meazza |

| Napoli 6ª giornata | Napoli | – referto | Genoa | Stadio Diego Armando Maradona |

| Torino 7ª giornata | Torino | – referto | Napoli | Stadio Olimpico Grande Torino |

| Napoli 8ª giornata | Napoli | – referto | Inter | Stadio Diego Armando Maradona |

| Lecce 9ª giornata | Lecce | – referto | Napoli | Stadio Via del mare |

| Napoli 10ª giornata | Napoli | – referto | Como | Stadio Diego Armando Maradona |

| Bologna 11ª giornata | Bologna | – referto | Napoli | Stadio Renato Dall'Ara |

| Napoli 12ª giornata | Napoli | – referto | Atalanta | Stadio Diego Armando Maradona |

| Roma 13ª giornata | Roma | – referto | Napoli | Stadio Olimpico |

| Napoli 14ª giornata | Napoli | – referto | Juventus | Stadio Diego Armando Maradona |

| Udine 15ª giornata | Udinese | – referto | Napoli | Stadio Friuli |

| Napoli 16ª giornata | Napoli | – referto | Parma | Stadio Diego Armando Maradona |

| Cremona 17ª giornata | Cremonese | – referto | Napoli | Stadio Giovanni Zini |

| Roma 18ª giornata | Lazio | – referto | Napoli | Stadio Olimpico |

| Napoli 19ª giornata | Napoli | – referto | Verona | Stadio Diego Armando Maradona |

#### Girone di ritorno
| Milano 20ª giornata | Inter | – referto | Napoli | Stadio Giuseppe Meazza |

| Napoli 21ª giornata | Napoli | – referto | Sassuolo | Stadio Diego Armando Maradona |

| Torino 22ª giornata | Juventus | – referto | Napoli | Juventus Stadium |

| Napoli 23ª giornata | Napoli | – referto | Fiorentina | Stadio Diego Armando Maradona |

| Genova 24ª giornata | Genoa | – referto | Napoli | Stadio Luigi Ferraris |

| Napoli 25ª giornata | Napoli | – referto | Roma | Stadio Diego Armando Maradona |

| Bergamo 26ª giornata | Atalanta | – referto | Napoli | Stadio Atleti Azzurri d'Italia |

| Verona 27ª giornata | Verona | – referto | Napoli | Stadio Marcantonio Bentegodi |

| Napoli 28ª giornata | Napoli | – referto | Torino | Stadio Diego Armando Maradona |

| Napoli 29ª giornata | Napoli | – referto | Lecce | Stadio Diego Armando Maradona |

| Cagliari 30ª giornata | Cagliari | – referto | Napoli | Unipol Domus |

| Napoli 31ª giornata | Napoli | – referto | Milan | Stadio Diego Armando Maradona |

| Parma 32ª giornata | Parma | – referto | Napoli | Stadio Ennio Tardini |

| Napoli 33ª giornata | Napoli | – referto | Lazio | Stadio Diego Armando Maradona |

| Napoli 34ª giornata | Napoli | – referto | Cremonese | Stadio Diego Armando Maradona |

| Como 35ª giornata | Como | – referto | Napoli | Stadio Giuseppe Sinigaglia |

| Napoli 36ª giornata | Napoli | – referto | Bologna | Stadio Diego Armando Maradona |

| Pisa 37ª giornata | Pisa | – referto | Napoli | Stadio Arena Garibaldi-Romeo Anconetani |

| Napoli 38ª giornata | Napoli | – referto | Udinese | Stadio Diego Armando Maradona |

### Coppa Italia

#### Fase finale
| Napoli 3-17 dicembre 2025 Ottavi di finale | Napoli | – | sconosciuta | Stadio Diego Armando Maradona |

### UEFA Champions League

#### Fase campionato
| 1ª giornata |  | – |  |  |

| 2ª giornata |  | – |  |  |

| 3ª giornata |  | – |  |  |

| 4ª giornata |  | – |  |  |

| 5ª giornata |  | – |  |  |

| 6ª giornata |  | – |  |  |

| 7ª giornata |  | – |  |  |

| 8ª giornata |  | – |  |  |

### Supercoppa italiana
| 17 dicembre 2025 Semifinali | Napoli | – | Milan |  |

## Statistiche

### Statistiche di squadra
| Competizione          | Punti | In casa | In casa | In casa | In casa | In casa | In casa | In trasferta | In trasferta | In trasferta | In trasferta | In trasferta | In trasferta | Totale | Totale | Totale | Totale | Totale | Totale | DR |
| Competizione          | Punti | G       | V       | N       | P       | Gf      | Gs      | G            | V            | N            | P            | Gf           | Gs           | G      | V      | N      | P      | Gf     | Gs     | DR |
| --------------------- | ----- | ------- | ------- | ------- | ------- | ------- | ------- | ------------ | ------------ | ------------ | ------------ | ------------ | ------------ | ------ | ------ | ------ | ------ | ------ | ------ | -- |
| Serie A               | -     | -       | -       | -       | -       | -       | -       | -            | -            | -            | -            | -            | -            | -      | -      | -      | -      | -      | -      | -  |
| Coppa Italia          | -     | -       | -       | -       | -       | -       | -       | -            | -            | -            | -            | -            | -            | -      | -      | -      | -      | -      | -      | -  |
| UEFA Champions League | -     | -       | -       | -       | -       | -       | -       | -            | -            | -            | -            | -            | -            | -      | -      | -      | -      | -      | -      | -  |
| Supercoppa italiana   | -     | -       | -       | -       | -       | -       | -       | -            | -            | -            | -            | -            | -            | -      | -      | -      | -      | -      | -      | -  |
| Totale                | -     | -       | -       | -       | -       | -       | -       | -            | -            | -            | -            | -            | -            | -      | -      | -      | -      | -      | -      | -  |

### Andamento in campionato
| Giornata  | 1 | 2 | 3 | 4 | 5 | 6 | 7 | 8 | 9 | 10 | 11 | 12 | 13 | 14 | 15 | 16 | 17 | 18 | 19 | 20 | 21 | 22 | 23 | 24 | 25 | 26 | 27 | 28 | 29 | 30 | 31 | 32 | 33 | 34 | 35 | 36 | 37 | 38 |
| --------- | - | - | - | - | - | - | - | - | - | -- | -- | -- | -- | -- | -- | -- | -- | -- | -- | -- | -- | -- | -- | -- | -- | -- | -- | -- | -- | -- | -- | -- | -- | -- | -- | -- | -- | -- |
| Luogo     | T | C | T | C | T | C | T | C | T | C  | T  | C  | T  | C  | T  | C  | T  | T  | C  | T  | C  | T  | C  | T  | C  | T  | T  | C  | C  | T  | C  | T  | C  | C  | T  | C  | T  | C  |
| Risultato |   |   |   |   |   |   |   |   |   |    |    |    |    |    |    |    |    |    |    |    |    |    |    |    |    |    |    |    |    |    |    |    |    |    |    |    |    |    |
| Posizione |   |   |   |   |   |   |   |   |   |    |    |    |    |    |    |    |    |    |    |    |    |    |    |    |    |    |    |    |    |    |    |    |    |    |    |    |    |    |

Legenda:

Luogo: C = Casa; T = Trasferta. Risultato: V = Vittoria; N = Pareggio; P = Sconfitta.

### Statistiche dei giocatori
Sono in corsivo i calciatori che hanno lasciato la società a stagione in corso.
| Giocatore           | Serie A  | Serie A | Serie A     | Serie A    | Coppa Italia | Coppa Italia | Coppa Italia | Coppa Italia | Champions League | Champions League | Champions League | Champions League | Supercoppa italiana | Supercoppa italiana | Supercoppa italiana | Supercoppa italiana | Totale   | Totale | Totale      | Totale     |
| Giocatore           | Presenze | Reti    | Ammonizioni | Espulsioni | Presenze     | Reti         | Ammonizioni  | Espulsioni   | Presenze         | Reti             | Ammonizioni      | Espulsioni       | Presenze            | Reti                | Ammonizioni         | Espulsioni          | Presenze | Reti   | Ammonizioni | Espulsioni |
| ------------------- | -------- | ------- | ----------- | ---------- | ------------ | ------------ | ------------ | ------------ | ---------------- | ---------------- | ---------------- | ---------------- | ------------------- | ------------------- | ------------------- | ------------------- | -------- | ------ | ----------- | ---------- |
| G. Ambrosino        | 0        | 0       | 0           | 0          | 0            | 0            | 0            | 0            | 0                | 0                | 0                | 0                | 0                   | 0                   | 0                   | 0                   | 0        | 0      | 0           | 0          |
| A.-F. Anguissa      | 0        | 0       | 0           | 0          | 0            | 0            | 0            | 0            | 0                | 0                | 0                | 0                | 0                   | 0                   | 0                   | 0                   | 0        | 0      | 0           | 0          |
| S. Beukema          | 0        | 0       | 0           | 0          | 0            | 0            | 0            | 0            | 0                | 0                | 0                | 0                | 0                   | 0                   | 0                   | 0                   | 0        | 0      | 0           | 0          |
| A. Buongiorno       | 0        | 0       | 0           | 0          | 0            | 0            | 0            | 0            | 0                | 0                | 0                | 0                | 0                   | 0                   | 0                   | 0                   | 0        | 0      | 0           | 0          |
| W. Cheddira         | 0        | 0       | 0           | 0          | 0            | 0            | 0            | 0            | 0                | 0                | 0                | 0                | 0                   | 0                   | 0                   | 0                   | 0        | 0      | 0           | 0          |
| N. Contini          | 0        | 0       | 0           | 0          | 0            | 0            | 0            | 0            | 0                | 0                | 0                | 0                | 0                   | 0                   | 0                   | 0                   | 0        | 0      | 0           | 0          |
| K. De Bruyne        | 0        | 0       | 0           | 0          | 0            | 0            | 0            | 0            | 0                | 0                | 0                | 0                | 0                   | 0                   | 0                   | 0                   | 0        | 0      | 0           | 0          |
| G. Di Lorenzo       | 0        | 0       | 0           | 0          | 0            | 0            | 0            | 0            | 0                | 0                | 0                | 0                | 0                   | 0                   | 0                   | 0                   | 0        | 0      | 0           | 0          |
| M. Ferrante         | 0        | 0       | 0           | 0          | 0            | 0            | 0            | 0            | 0                | 0                | 0                | 0                | 0                   | 0                   | 0                   | 0                   | 0        | 0      | 0           | 0          |
| B. Gilmour          | 0        | 0       | 0           | 0          | 0            | 0            | 0            | 0            | 0                | 0                | 0                | 0                | 0                   | 0                   | 0                   | 0                   | 0        | 0      | 0           | 0          |
| M. Gutiérrez        | 0        | 0       | 0           | 0          | 0            | 0            | 0            | 0            | 0                | 0                | 0                | 0                | 0                   | 0                   | 0                   | 0                   | 0        | 0      | 0           | 0          |
| L. Hasa             | 0        | 0       | 0           | 0          | 0            | 0            | 0            | 0            | 0                | 0                | 0                | 0                | 0                   | 0                   | 0                   | 0                   | 0        | 0      | 0           | 0          |
| J. Jesus            | 0        | 0       | 0           | 0          | 0            | 0            | 0            | 0            | 0                | 0                | 0                | 0                | 0                   | 0                   | 0                   | 0                   | 0        | 0      | 0           | 0          |
| N. Lang             | 0        | 0       | 0           | 0          | 0            | 0            | 0            | 0            | 0                | 0                | 0                | 0                | 0                   | 0                   | 0                   | 0                   | 0        | 0      | 0           | 0          |
| S. Lobotka          | 0        | 0       | 0           | 0          | 0            | 0            | 0            | 0            | 0                | 0                | 0                | 0                | 0                   | 0                   | 0                   | 0                   | 0        | 0      | 0           | 0          |
| L. Lucca            | 0        | 0       | 0           | 0          | 0            | 0            | 0            | 0            | 0                | 0                | 0                | 0                | 0                   | 0                   | 0                   | 0                   | 0        | 0      | 0           | 0          |
| R. Lukaku           | 0        | 0       | 0           | 0          | 0            | 0            | 0            | 0            | 0                | 0                | 0                | 0                | 0                   | 0                   | 0                   | 0                   | 0        | 0      | 0           | 0          |
| L. Marianucci       | 0        | 0       | 0           | 0          | 0            | 0            | 0            | 0            | 0                | 0                | 0                | 0                | 0                   | 0                   | 0                   | 0                   | 0        | 0      | 0           | 0          |
| P. Mazzocchi        | 0        | 0       | 0           | 0          | 0            | 0            | 0            | 0            | 0                | 0                | 0                | 0                | 0                   | 0                   | 0                   | 0                   | 0        | 0      | 0           | 0          |
| S. McTominay        | 0        | 0       | 0           | 0          | 0            | 0            | 0            | 0            | 0                | 0                | 0                | 0                | 0                   | 0                   | 0                   | 0                   | 0        | 0      | 0           | 0          |
| A. Meret            | 0        | 0       | 0           | 0          | 0            | 0            | 0            | 0            | 0                | 0                | 0                | 0                | 0                   | 0                   | 0                   | 0                   | 0        | 0      | 0           | 0          |
| V. Milinković-Savić | 0        | 0       | 0           | 0          | 0            | 0            | 0            | 0            | 0                | 0                | 0                | 0                | 0                   | 0                   | 0                   | 0                   | 0        | 0      | 0           | 0          |
| D. Neres            | 0        | 0       | 0           | 0          | 0            | 0            | 0            | 0            | 0                | 0                | 0                | 0                | 0                   | 0                   | 0                   | 0                   | 0        | 0      | 0           | 0          |
| M. Olivera          | 0        | 0       | 0           | 0          | 0            | 0            | 0            | 0            | 0                | 0                | 0                | 0                | 0                   | 0                   | 0                   | 0                   | 0        | 0      | 0           | 0          |
| M. Politano         | 0        | 0       | 0           | 0          | 0            | 0            | 0            | 0            | 0                | 0                | 0                | 0                | 0                   | 0                   | 0                   | 0                   | 0        | 0      | 0           | 0          |
| A. Rrahmani         | 0        | 0       | 0           | 0          | 0            | 0            | 0            | 0            | 0                | 0                | 0                | 0                | 0                   | 0                   | 0                   | 0                   | 0        | 0      | 0           | 0          |
| C. Saco             | 0        | 0       | 0           | 0          | 0            | 0            | 0            | 0            | 0                | 0                | 0                | 0                | 0                   | 0                   | 0                   | 0                   | 0        | 0      | 0           | 0          |
| L. Spinazzola       | 0        | 0       | 0           | 0          | 0            | 0            | 0            | 0            | 0                | 0                | 0                | 0                | 0                   | 0                   | 0                   | 0                   | 0        | 0      | 0           | 0          |
| A. Vergara          | 0        | 0       | 0           | 0          | 0            | 0            | 0            | 0            | 0                | 0                | 0                | 0                | 0                   | 0                   | 0                   | 0                   | 0        | 0      | 0           | 0          |
| A. Zanoli           | 0        | 0       | 0           | 0          | 0            | 0            | 0            | 0            | 0                | 0                | 0                | 0                | 0                   | 0                   | 0                   | 0                   | 0        | 0      | 0           | 0          |